# Cezary Szczepaniak
Cezary Szczepaniak (ur. 1935 w Tuszynie, zm. 10 października 2016) – polski naukowiec, profesor nauk technicznych, wykładowca akademicki, specjalista w zakresie teorii i konstrukcji pojazdów, prezes Polskiego Towarzystwa Naukowego Motoryzacji.

## Życiorys
Urodził się w 1935 roku w Tuszynie. W 1957 roku uzyskał tytuł magistra inżyniera na Wydziale Mechanicznym Politechniki Łódzkiej i w tym samym czasie podjął pracę w Katedrze Budowy Samochodów – od 1970 roku jednostka ta działa w ramach Instytutu Pojazdów. W latach 1984–2004 Szczepaniak pełnił funkcję dyrektora Instytutu.
Stopień doktora uzyskał w 1965 roku, habilitował się w 1972 roku, profesorem nadzwyczajnym został w 1982 roku, a w 1992 roku uzyskał stanowisko profesora zwyczajnego. Na Politechnice Łódzkiej pełnił funkcję prodziekana ds. naukowych Wydziału Mechanicznego oraz prorektora ds. rozwoju.
Szczepaniak wykładał i prowadził prace badawcze w zagranicznych uczelniach: Strathclyde University oraz Bell College of Technology w Szkocji, Universidad de la Habana na Kubie, Universidad Nacional Autonoma de Mexico i Universidad Autonoma de Guanajuato w Meksyku. Jego zainteresowania ogniskowały się wokół problemów konstrukcji oraz automatyzacji układów napędowych i hamulcowych, przekładni hydrodynamicznych, doświadczalnych i numerycznych badań dynamiki pojazdów oraz koncepcji rozwiązań struktur wewnętrznych pojazdów inteligentnych. Był autorem 8 książek, ponad 100 artykułów i referatów naukowych oraz 3 skryptów i 8 patentów. Wypromował 6 doktorów. W jego dorobku znajdują się też publikacje o charakterze publicystycznym, których tematyka dotyczy problemów życia akademickiego oraz pracy inżynierów konstruktorów w Polsce oraz dziewięć tomików poezji.
Szczepaniak był inicjatorem powstania w 1994 roku Polskiego Towarzystwa Naukowego Motoryzacji. Od 1978 roku był członkiem korespondentem Academia Nacional de Ingenieria A.C. de Mexico. Był członkiem Komitetu Transportu PAN, Komisji Naukowo-Problemowej Motoryzacji PAN, The International Harmoonized Research Activities Working Group of Inteligent Transport System oraz wieloletnim przewodniczącym Rady Naukowej Instytutu Transportu Samochodowego w Warszawie.
Za swoją działalność naukową otrzymał szereg nagród, w tym – jako jedyny z Polaków – nagrodę Rządu Stanów Zjednoczonych Ameryki Północnej „Award for Safety Engineering Excellence”. Był wyróżniony wieloma odznaczeniami, m.in. Krzyżem Komandorskim i Krzyżem Oficerskim Orderu Odrodzenia Polski oraz Medalem Komisji Edukacji Narodowej. W 2004 roku otrzymał Nagrodę Miasta Łodzi.